# Eremnophanes apicinota
Eremnophanes apicinota är en fjärilsart som beskrevs av Turner 1944. Eremnophanes apicinota ingår i släktet Eremnophanes och familjen nattflyn. Inga underarter finns listade i Catalogue of Life.